# جيم
الجيم «ج» هو الحرف الخامس (5) بالترتيب الهجائي والثالث (3) بالترتيب الأبجدي من حروف الأبجدية العربية. قيمته تساوي (3) في حساب الجُمَّل. تلفظ [dʒ] بصوت لثوي غاري مزجي مجهور بالعربية الفصحى.
| گمل الفينيقي | جَمْل الجعزي | گيمَل العبري | جيم العربي | گَمَل السرياني | جملا الارامي | گمن السامري |
| 𐤂            | ገ          | ג           | ج          | ܓ            | 𐡂            | ࠂ           |

## الجيم العربية

### الرسم
| الموقع من الكلمة: | معزول | بدائي | وسطي | نهائي |
| ----------------- | ----- | ----- | ---- | ----- |
| شكل الحرف:        | ج     | جـ    | ـجـ  | ـج    |

### النطق
تنطق الجيم في العربية ولهجاتها بست صور:
1. الجيم الفصيحة[3] تلفظ [dʒ]، وهي التي أخذ بها مجيدو القراءات وصفوة المتخصصين في اللغة العربية في مصر. وصفها سيبويه بالشدة (الوقفة) والجهر. ونسبها علماء العربية إلى وسط الحنك، وضمها بعضهم إلى الشين والياء وسموها جميعا الحروف الشجرية، ويصفها المحدثون من اللغويين بأنها صوت لثوي حنكي مركب (وقفي احتكاكي) مجهور. وتنطق بتلك الكيفية في أغلب لهجات وسط وشمال وغرب شبه الجزيرة العربية والعراق، والسودان وبعض مناطق اليمن وبعض لهجات البدو الشامية.
2. الجيم القاهرية[3] تلفظ [g]، وهي صوت قصي انفجاري مجهور. ويقال إن هذه الصورة هي الأصل في اللغة العربية (واللغات السامية جميعا) وتطورت منها الصورة الأولى. وهذا ما يؤيده التاريخ اللغوي وواقع الحال في اللغات السامية. وتنطق بتلك الكيفية في المصرية وباقي مناطق اليمن.
3. الجيم الشامية[3]، وهي نطق محلي للصورة الأولى، أو هي تطور لها. وهي صوت لثوي حنكي احتكاكي (رخو) مجهور، وتُنطق في بعض قرى جنوب العراق.[4]
4. تنطق فيها الجيم ياء[3] تلفظ [j]، في مناطق شرق شبه الجزيرة العربية وبعض جنوب العراق والأحواز، ولهذا النطق أصل في القديم.
5. تنطق فيها الجيم دالا[3] على ألسنة بعض العوام في جمهورية مصر العربية، وبخاصة في الصعيد.
6. تنطق فيها الجيم زايا[3] تلفظ [ʒ] إذا تلتها زاي في بعض اللهجات التونسية واللهجات المغربية وأغلب اللهجات الشامية والفلسطينية. ولهذا النطق أثر في القديم، رواه الجاحظ (وغيره) وإن كان ينسب هذا النطق لغير العرب. يقول في ذلك :

| جيم | ألا ترى أن السندي إذا جلب كبيرا فإنه لا يستطيع إلا أن يجعل الجيم زايا، ولو أقام في عليا تميم | جيم |

. وهذا النطق يلاحظ كذلك في بعض اللغات المتأثرة بالعربية في إفريقية.
يلاحظ في كلمات عربية مشتقة من الفارسية انتهاؤها بحرف الجيم أو القاف؛ ذلك أنها مبدلة عن الگاف في الفارسية الوسطى ويقابلها حرف الهاء في الفارسية الحديثة مثل: بنفسج من ونفشگ بالفارسية الوسطى (لغة بهلوية) و يقابلها ← بنفشه (فارسية حديثة)، فستق من پستگ بالفارسية الوسطى ويقابلها پسته بالفارسية الحديثة.

لكنها تقلب تاء مربوطة في الكلمات المشتقة من الفارسية الحديثة مثل: روزنامه ← روزنامة.

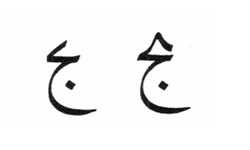
أشكال حرف الجيم عند اتصاله بحروف أخرى.

## رمز
- رمز الجمع عند أهل اللغة والصرف والنحو.
- برج السرطان.
- الجواب، كما السين للسؤال.
- رمز الجماديين الأولى (ج1) والأخرى (ج2).[6]

## وصلات خارجية
- لفظ الجيم عند العرب - الهلال الجزء السادس السنة السادسة 1897.
- لفظ الجيم العربية - اغاثنجلوس كريمسكي - المشرق السنة الأولى العدد 11 سنة 1898 ص 487.
- لفظ الجيم عند العرب أهو حلقي كما في مصر أم شجري كما في بلاد الشام - هنري لامنس - مجلة المشرق السنة الأولى 1898العدد 3 ص 116.